# Масса-Каррара
Провінція Масса-Каррара (італ. Provincia di Massa-Carrara) — провінція в Італії, у регіоні Тоскана. 
Площа провінції — 1 156 км², населення — 203 211 осіб.
Столицею провінції є місто Масса.

## Географія
Межує на заході з Лігурійським морем і регіоном Лігурія (провінцією Спеція), на півночі з регіоном Емілія-Романья (провінцією Парма і провінцією Реджо-Емілія), на сході з провінцією Лукка.

## Основні муніципалітети
Найбільші за кількістю мешканців муніципалітети (ISTAT):
| Муніципалітет | Населення (осіб) | Площа (км²) |
| ------------- | ---------------- | ----------- |
| Масса         | 70.144           | 94          |
| Каррара       | 65.439           | 71          |
| Аулла         | 10.743           | 59          |
| Монтіньйозо   | 10.326           | 16          |
| Фівіццано     | 8.815            | 180         |
| Понтремолі    | 7.942            | 182         |